# 紐波特 (阿肯色州)
紐波特（英語：Newport）是一個位於美國阿肯色州傑克遜縣的城市。根據2020年美國人口普查，該地人口為8005人，而該地的面積約為35.75平方千米。同時該地也是傑克遜縣的縣治。

## 地理
紐波特的座標為35°36′43″N 91°15′44″W / 35.61194°N 91.26222°W，而該地的平均海拔高度為68米（即223英尺）。